# Rio Acheneau
O rio Acheneau é um rio francês que é afluente do rio Loire.
Da nascente até a foz, o rio Acheneau faz um percurso total de 40 km. Tem um desnível muito pouco acentuado (40 cm apenas), pelo que se sentia o efeito das marés em toda a sua extensão até ter sido construída uma eclusa para que tal não afetasse o Lac de Grand-Lieu. 